# Kwilcz (gemeente)
De gemeente Kwilcz is een landgemeente in het Poolse woiwodschap Groot-Polen, in powiat Międzychodzki.
De zetel van de gemeente is in Kwilcz.
Op 30 juni 2004 telde de gemeente 6122 inwoners.

## Oppervlakte gegevens
In 2002 bedroeg de totale oppervlakte van gemeente Kwilcz 141,78 km², waarvan:
- agrarisch gebied: 60%
- bossen: 29%

De gemeente beslaat 19,25% van de totale oppervlakte van de powiat.

## Demografie
Stand op 30 juni 2004:
| Omschrijving                   | Totaal | Totaal | Vrouwen | Vrouwen | Mannen | Mannen |
| ------------------------------ | ------ | ------ | ------- | ------- | ------ | ------ |
| eenheid                        | aantal | %      | aantal  | %       | aantal | %      |
| inwoners                       | 6122   | 100    | 3086    | 50,4    | 3036   | 49,6   |
| bevolkingsdichtheid (inw./km²) | 43,2   | 43,2   | 21,8    | 21,8    | 21,4   | 21,4   |

In 2002 bedroeg het gemiddelde inkomen per inwoner 1426,85 złoty.

## Administratieve plaatsen (sołectwo)
Augustowo, Chorzewo, Chudobczyce, Daleszynek, Kubowo, Kurnatowice, Kwilcz, Lubosz, Mechnacz, Miłostowo, Mościejewo, Niemierzewo, Prusim, Rozbitek, Upartowo, Wituchowo.

## Overige plaatsen
Dąbrówka, Józefowo, Karolewice, Kozubówka, Leśnik, Nowa Dąbrowa, Nowy Młyn, Orzeszkowo, Pólko, Stara Dąbrowa, Stary Młyn, Urbanówko.

## Aangrenzende gemeenten
Chrzypsko Wielkie, Lwówek, Międzychód, Pniewy, Sieraków